# Polypedates maculatus
Polypedates maculatus es una especie de anfibios anuros de la familia Rhacophoridae.
Habitan en el subcontinente indio. 
Esta especie se encuentra en peligro por la pérdida de su hábitat natural.